# Lumírovci

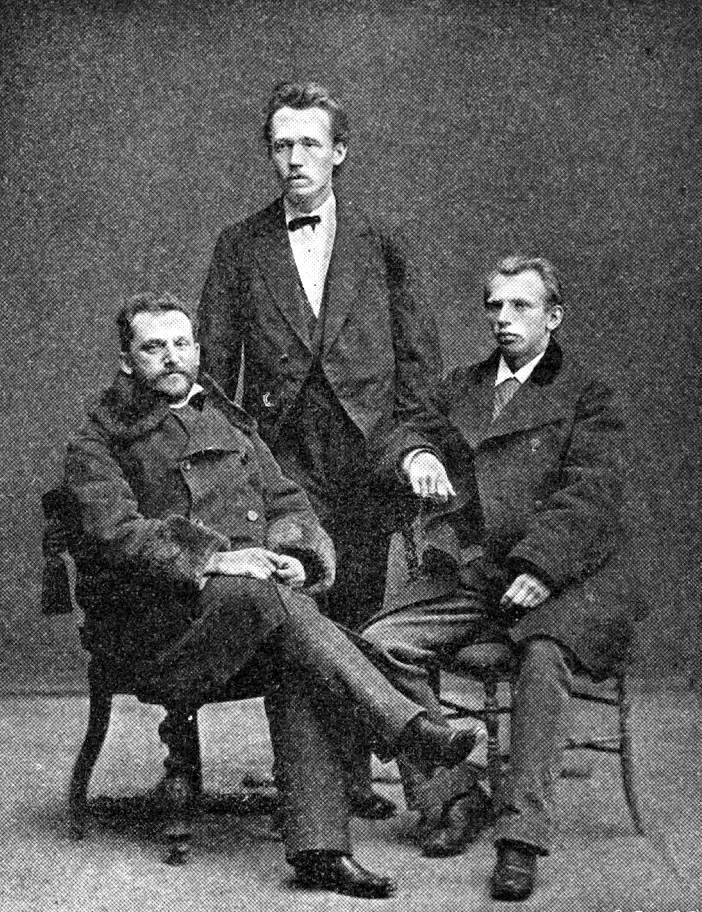
Lumírovci (1879)
J. Zeyer – J. V. Sládek – J. Vrchlický

Jako lumírovci bývá označována skupina spisovatelů 70. a 80. let 19. století sdružující se okolo časopisu Lumír. Společně s ruchovci tvořili novou generaci spisovatelů, která přebírala vliv po odcházejících májovcích. Jejich největší snahou bylo povznést českou literaturu na evropskou úroveň.

## Dobový kontext
Poslední třetina 19. století se vyznačovala aktivizací kulturního života v českých zemích. Roku 1881 (1883) bylo otevřeno Národní divadlo, 1882 byla Univerzita Karlova rozdělena na část českou a německou, vznikala nová nakladatelství (např. roku 1871 nakladatelství Jan Otto, roku 1872 nakladatelství J. R. Vilímka) a vyšlo množství almanachů (např. roku 1868 almanach Ruch, roku 1871 Anemonky, roku 1878 nový almanach Máj). Do středu veřejného zájmu se opět dostaly Rukopis královédvorský a Rukopis zelenohorský.

## Charakteristika
Cílem lumírovců bylo přiblížit české písemnictví vyspělým evropským literaturám. Prostřednictvím překladů (především z románské literatury) uváděli do české literatury evropské trendy, jak tematické, tak formální.
Literárně hodně experimentovali, objevují se u nich například dosud v české literatuře neobvyklé básnické formy – sonet, gazel, rondel. Neztotožňovali se s požadavkem, že literatura má především sloužit národu. Filosofickým základem jejich tvorby se stala myšlenka, že lidstvo se neustále vyvíjí k humanitě.

## Představitelé
Dělení spisovatelů na májovce, ruchovce a lumírovce je pouze orientační a často zjednodušující. Kniha Panorama české literatury mezi lumírovce a jejich epigony řadí následující spisovatele:
- Jaroslav Vrchlický
- Julius Zeyer
- Bohdan Jelínek
- Josef Thomayer
- Otokar Mokrý
- František Herites

Částí své tvorby:
- Josef Václav Sládek od sedmdesátých let

## Spor mezi ruchovci a lumírovci
K vymezování obou skupin spisovatelů došlo na základě sporu, který zažehla Eliška Krásnohorská svou statí Obraz novějšího básnictví českého (Časopis Národního muzea, 1877). V ní se dovolává básníka ryze národního. Jeho opak pak vidí ve Vrchlickém. Malíř Soběslav Pinkas naopak o dva roky později kritizoval Hálka, české literatuře vytkl její uzavřenost a vyzdvihl lumírovce. V následných sporech se počala profilovat škola kosmopolitní (lumírovci) a škola národní (ruchovci).